# Territorialität
Territorialität (aus dem englischen territoriality bzw. lateinischen territorium für ‚Gebiet‘) beschreibt in der Sozial-, Wahrnehmung- und Umweltpsychologie eine unterschiedliche Verhaltens- und Denkweise von Individuen oder Gruppen aufgrund von verschiedenen wahrgenommenen Besitzansprüchen von räumlichen Begebenheiten. Sie wurde aus der Verhaltensforschung (Territorialverhalten) abgeleitet und erstmals von dem Umweltpsychologen Robert Sommer (1929–2021) im Jahr 1969 beschrieben. Auch die soziale, kulturelle und politische Erziehung und Machtausübung kann zu diesem Empfinden und Einordnung beitragen. Sie ist allerdings nicht mit der Territorialität in der Geografie zu verwechseln.

## Unterscheidung von Territorien
In der Psychologie wird standardgemäß zwischen drei Formen von Territorien unterschieden. Diese unterscheiden sich in ihrer normativen Bedeutung für die Betroffenen hinsichtlich Aufenthaltsdauer, Bereitschaft das Territorium zu verteidigen und subjektivem Besitzanspruch. Zu differenzieren sind demnach:
- primäre primäre Territorien wie das eigene Zuhause oder ein individueller Arbeitsplatz
- sekundäre Territorien wie die Schule, Universität oder Arbeitsplatz
- öffentliche Territorien wie Fußgängerzonen, Gastronomie-Betriebe, Freizeiteinrichtungen und Parks

Hat die Person vollständige Kontrolle über sein Territorium, kann über die Anwesenheit andere bestimmen und kann sich Situationen selbst aussuchen, sowie die Zeit selbst bestimmen, dann wird dies als Privatheit bezeichnet.